# Betsning

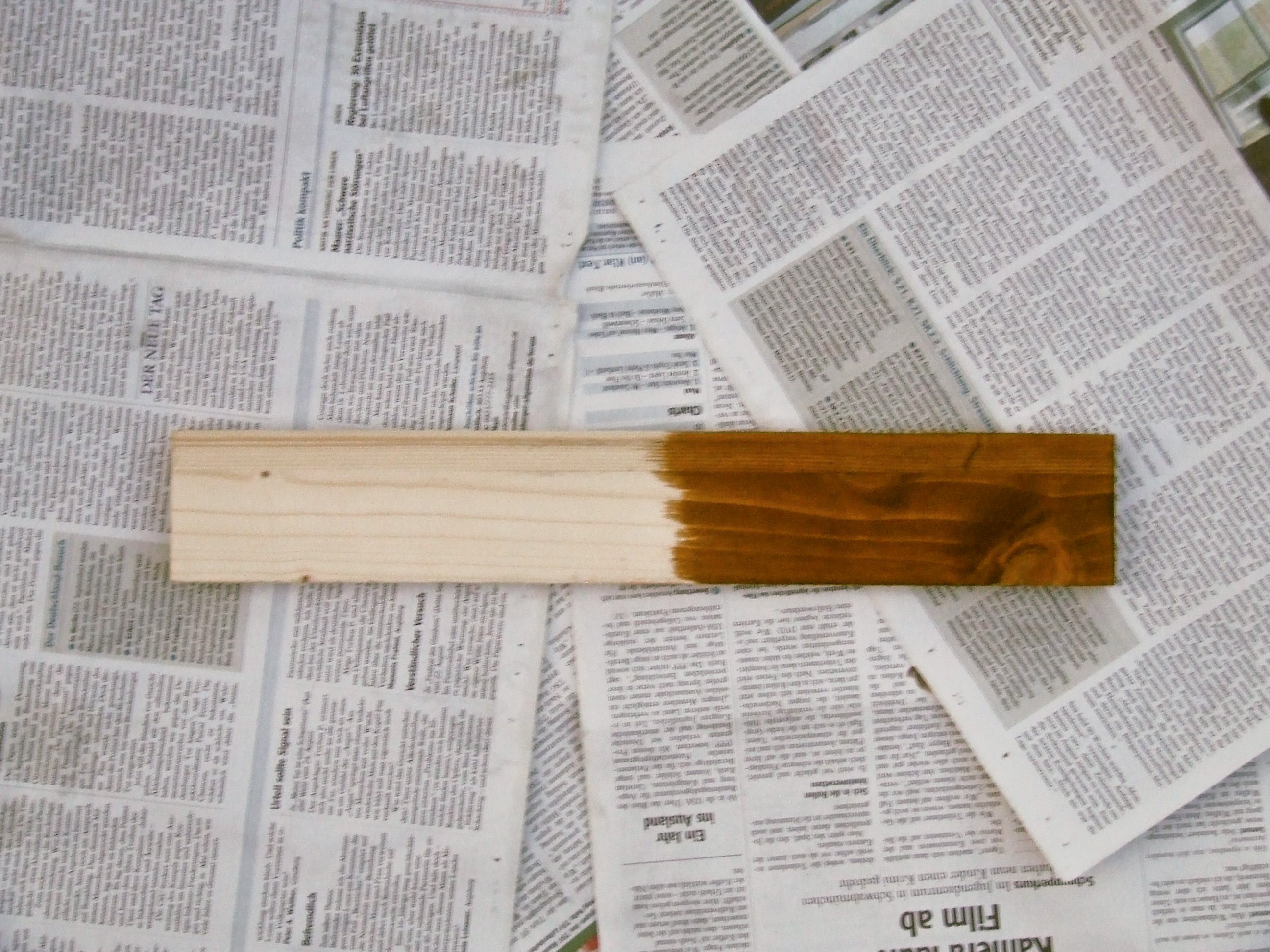
Granvirke vars högra halva är betsad.

Betsning är ytbehandling av trä med vatten- eller spritlösningar av färgämnen, bets. 
Betsning färgar ytan utan att täcka den; ytstrukturen förblir alltså nästan oförändrad. Tekniken kan användas på träinredning (golv, väggar och tak), men kanske framför allt på möbler. 
Betsning är egentligen ett samlingsnamn för flera olika tekniker att färga in trä:
• Färgbetser ger den önskade färgnyansen direkt, det vill säga vatten- och spritbetser, som innehåller lösliga färgämnen som färgar in träet.
• Kemiska betser ger färgverkan genom att de reagerar kemiskt inne i träet. Detta kan ske antingen med ämnen som finns naturligt i träet eller med tillförda ämnen. Om man börjar arbetet med att tillföra ett reagensämne kallas det förbetsning. Om arbetet avslutas genom tillförsel av reagensämnet kallas det efterbetsning.

## Historisk byggnadsmaterial
Från 1400-talets mitt finns uppgifter om att bröderna Lendinara betsade trä med avkok på gröna kryddörter. Omkring 1500 uppfann Fra Giovanni da Verona flera olika tekniker att betsa trä . Betsning utfördes i regel av snickarmästarna. Varje mästare hade sina recept. De anförtroddes under tystnadsplikt till platsens apotek, som var yrkesmännens leverantörer av kemikalier. Tekniken kunde användas i dekorativt syfte eller till att färga inhemska träslag och få dem att likna exklusiva träslag som valnöt, mahogny eller ebenholts. 
Många infärgningsämnen som användes fram till mitten av 1800-talet användes också inom textilfärgning, exempelvis
- Alkannarot
- Berberisrot
- Blåträ
- Catechu
- Gurkmeja
- Gulträ
- Gummigutta
- Gulbär
- Koschenill
- Krapprot
- Orleana
- Orselj
- Rödträ
- Safflor
- Sandelträ
- Saffran
- Sepia

Dessa råvaror kokades tillsammans med lämpliga kemikalier, silades och användes till infärgning av trä. 
Under en period mellan 1800-talets andra hälft och fram till 1900-talets mitt användes bland annat anilinfärger, organiska färgämnen som tillverkats genom förädling av stenkolsolja, även kallat tjärfärger. Dessa var dock mycket ljuskänsliga. Under 1900-talet har utvecklingen av andra syntetiskt tillverkade organiska färgämnen inneburit en explosionsartad mängd nya färgämnen varav många betraktas som ljusäkta.
En annan vanlig infärgning gjordes av kasselbrunt, vatten och pottaska. Färgande partiklar som inte löstes i vatten låg som ett löst skikt på ytan. Detta borstades noggrant bort, och finare arbeten polerades med tagel före ytbehandling med exempelvis vax eller polityr. .
Äldre tiders kemiska betser kunde bestå av rökning med ammoniak i gasform på garvämnehaltiga träslag, till exempel ek. Det förekom också att man använde starka syror som svavelsyra och salpetersyra. Med salpetersyra kunde björkträ färgas gult, alternativt användes en dubbelbets med blysockerlösning (blyacetat) och en efterföljande lösning av surt kromsyrat kali. Genom att först behandla med en järnvitriollösning och därefter med en lösning av rött blodlutsalt fick man fram blått. Orcin är ett ämne som användes till förbetser av finare arbeten. Ämnet var mycket dyrt och gav en säregen ljusrosa ton. Endast ett fåtal av de ovanstående betserna var någorlunda ljusäkta, och de flesta bleknade relativt snabbt.
Under 1930-talet förekom betsning med garvsyra och pyrogallussyra (tannin och pyrogallol) med efterföljande ytbehandling med exempelvis:
- Saponlack, en mycket matt lack med eller utan tillsats av bivax
- En utspädd polityr av blekt schellack

Högglans erhölls genom att träet polerades med en schellacklösning, eller dåtidens moderna nitrocellulosalacker .